# Anders Järryd
Anders Järryd (* 13. Juli 1961 in Lidköping) ist ein ehemaliger schwedischer Tennisspieler.
Järryd gewann mit unterschiedlichen Partnern acht Grand-Slam-Turniere. Im Einzel stand er bei jedem der vier Turnieren mindestens im Achtelfinale, sein bestes Resultat war 1985 das Erreichen des Halbfinals von Wimbledon, wo er dem späteren Sieger Boris Becker unterlag. In seiner 16 Jahre andauernden Karriere gewann er 8 Einzel- und 58 Doppeltitel. Während er im Einzel Platz 5 der Weltrangliste erreichte, führte er die Doppelrangliste 107 Wochen lang an – nur fünf weitere Spieler führten sie länger an.

## Tenniskarriere
Anders Järryd begann seine Tenniskarriere im Jahr 1980. Im Schatten der Tennisgrößen Mats Wilander und Stefan Edberg wurde er während der 80er Jahre zu einem der erfolgreichsten schwedischen Tennisspieler aller Zeiten. Seine größten Erfolge feierte er im Doppel, wo er zur absoluten Weltspitze gehörte. In seiner Karriere gewann Järryd acht Einzel- und 59 Doppeltitel (acht davon bei Grand-Slam-Turnieren). Er stand weitere 16 Mal im Einzel und 32 Mal im Doppel in einem ATP-Finale. Seine höchste Weltranglistenposition erreichte er im Einzel mit Platz 5 (1985), im Doppel wurde er am 12. August 1985 erstmals die Nummer 1.
Järryd holte sich seinen ersten Doppeltitel 1983 bei den French Open. Mit Hans Simonsson besiegte er im Finale Mark Edmondson und Sherwood Stewart. Järryd gewann das Turnier auch 1987 und 1991, zuletzt zusammen mit John Fitzgerald.
1987 gewann er zusammen mit Stefan Edberg die Titel bei den Australian Open und den US Open. Außerdem sicherte sich Järryd mit Fitzgerald 1989 und 1991 den Titel in Wimbledon. Damit war er in den Jahren 1987 bis 1991 bei drei von vier Grand-Slam-Turnieren im Doppel siegreich und gehört er zu den Spielern, die in ihrer Karriere alle Grand-Slam-Turniere gewinnen konnten.
Sein bestes Ergebnis als Einzelspieler bei einem Grand-Slam-Turnier erzielte Järryd im Jahr 1985, als er im Halbfinale von Wimbledon dem späteren Sieger Boris Becker unterlag.
Von 1981 bis 1993 spielte Järryd für die schwedische Davis-Cup-Mannschaft. Er bestritt insgesamt 53 Partien, davon 33 im Doppel zusammen mit Hans Simonsson, Stefan Edberg, Mats Wilander, Jan Gunnarsson und Henrik Holm. Insgesamt gewann er 36 Begegnungen. In den Jahren 1983 bis 1989 nahm er an sechs Welt-Finalbegegnungen teil, aus denen die schwedische Mannschaft 1984 und 1987 als Sieger hervorging. Im Endspiel 1984 traf Schweden auf die USA, die sie mit 4:1 besiegten. Järryd besiegte dabei mit Stefan Edberg das damals dominierende Doppel Peter Fleming und John McEnroe. 1987 besiegte Schweden im Weltfinale Indien mit 5:0. In dieser Begegnung spielte Järryd zwei Einzel, im ersten besiegte er Vijay Amritraj und im zweiten Ramesh Krishnan. Später wurde Järryd Kapitän der schwedischen Davis-Cup-Mannschaft.

## Spieler und Person
Anders Järryd war als Tennisspieler ungeduldig und hatte ein „heißes“ Temperament. Dies hatte zur Folge, dass viele zu Beginn Zweifel hegten an seiner Zukunft als Tennisprofi. Unter Trainer John-Anders Sjögren entwickelte er sich jedoch zu einem Spieler, der im Einzel aber vor allem im Doppel international erfolgreich war. Seine Vorliebe für das Doppel war auch eine Folge der Satzung, die der schwedische Tennisverband 1981 aufstellte, als mehrere junge schwedische Spieler ein Spezialtraining vom ehemaligen australischen Elitespieler Roy Emerson erhielten. Järryds Spiel entwickelte sich im Verlauf des Jahres 1981 erheblich, als er zusammen mit Mats Wilander und Joakim Nyström mit dem neugebildeten Team SIAB unter Leitung von Sjögren unter anderem eine Trainingsreise nach Australien unternahm.
Anders Järryd beendete 1996 seine Profikarriere. Er lebt mit seinen Kindern in Båstad, Schweden, und hilft dort an einem Tennisgymnasium aus; Darüber hinaus spielt er auf der Seniorentour.
2005 wurde Järryd in die schwedische Tennis Hall of Fame in Båstad aufgenommen. Am 1. März 2010 wurde er offiziell für die Aufnahme in die International Tennis Hall of Fame nominiert.

## Persönliches
Järryd wohnt mit seiner Freundin in Schweden und Hannover.

## Erfolge
| Legende (Anzahl der Siege)                                |
| Grand Slam (8)                                            |
| Tennis Masters Cup (4)                                    |
| ATP Masters Series (2)                                    |
| ATP Championship Series ATP International Series Gold (1) |
| ATP World Series ATP International Series (43)            |
| ATP Challenger Tour (5)                                   |

| ATP-Titel nach Belag |
| Hartplatz (17)       |
| Sand (17)            |
| Rasen (4)            |
| Teppich (28)         |

### Einzel

#### Turniersiege

##### ATP Tour
| Nr. | Datum             | Turnier   | Belag         | Finalgegner   | Ergebnis            |
| --- | ----------------- | --------- | ------------- | ------------- | ------------------- |
| 1.  | 8. März 1982      | Linz      | Sand          | José Higueras | 6:4, 4:6, 6:4       |
| 2.  | 15. November 1982 | Ancona    | Teppich       | Mike DePalmer | 6:3, 6:2            |
| 3.  | 29. Juli 1984     | Hilversum | Sand          | Tomáš Šmíd    | 6:3, 6:3, 2:6, 6:2  |
| 4.  | 14. Oktober 1984  | Sydney    | Hartplatz (i) | Ivan Lendl    | 6:3, 6:2, 6:4       |
| 5.  | 17. März 1985     | Brüssel   | Teppich       | Mats Wilander | 6:4, 3:6, 7:5       |
| 6.  | 13. April 1986    | Dallas    | Teppich       | Boris Becker  | 6:73, 6:1, 6:1, 6:4 |
| 7.  | 21. Oktober 1990  | Wien      | Teppich       | Horst Skoff   | 6:3, 6:3, 6:1       |
| 8.  | 28. Februar 1993  | Rotterdam | Teppich       | Karel Nováček | 6:3, 7:5            |

##### Challenger Tour
| Nr. | Datum             | Turnier  | Belag   | Finalgegner      | Ergebnis |
| --- | ----------------- | -------- | ------- | ---------------- | -------- |
| 1.  | 18. November 1990 | Den Haag | Teppich | Marián Vajda     | 6:1, 6:2 |
| 2.  | 2. Dezember 1990  | München  | Teppich | Richard Krajicek | 6:2, 6:4 |

#### Finalteilnahmen
| Nr. | Datum             | Turnier            | Belag         | Finalgegner      | Ergebnis       |
| --- | ----------------- | ------------------ | ------------- | ---------------- | -------------- |
| 1.  | 20. Juli 1981     | Båstad (1)         | Sand          | Thierry Tulasne  | 2:6, 3:6       |
| 2.  | 11. Juli 1983     | Båstad (2)         | Sand          | Mats Wilander    | 1:6, 2:6       |
| 3.  | 8. August 1983    | Kanada Masters     | Hartplatz     | Ivan Lendl       | 2:6, 2:6       |
| 4.  | 22. Juli 1984     | Båstad (3)         | Sand          | Henrik Sundström | 6:3, 5:7, 3:6  |
| 5.  | 26. August 1984   | Cincinnati Masters | Hartplatz     | Mats Wilander    | 6:7, 2:6       |
| 6.  | 24. Februar 1985  | Toronto            | Teppich (i)   | Kevin Curren     | 6:7, 3:6       |
| 7.  | 31. März 1985     | Mailand            | Teppich (i)   | John McEnroe     | 4:6, 1:6       |
| 8.  | 10. November 1985 | Stockholm          | Hartplatz (i) | John McEnroe     | 1:6, 2:6       |
| 9.  | 30. März 1986     | Rotterdam (1)      | Teppich (i)   | Joakim Nyström   | 0:6, 3:6       |
| 10. | 15. November 1987 | Wembley            | Teppich (i)   | Ivan Lendl       | 3:6, 2:6, 5:7  |
| 11. | 12. Februar 1989  | Rotterdam (2)      | Teppich (i)   | Jakob Hlasek     | 1:6, 5:7       |
| 12. | 1. Oktober 1989   | San Francisco      | Teppich (i)   | Brad Gilbert     | 5:7, 2:6       |
| 13. | 10. März 1991     | Kopenhagen (1)     | Teppich (i)   | Jonas Svensson   | 7:65, 2:6, 2:6 |
| 14. | 8. März 1992      | Kopenhagen (2)     | Teppich (i)   | Magnus Larsson   | 4:6, 6:75      |
| 15. | 23. Oktober 1994  | Peking             | Teppich (i)   | Michael Chang    | 5:7, 5:7       |
| 16. | 18. Juni 1995     | Rosmalen           | Rasen         | Karol Kučera     | 6:77, 6:74     |

### Doppel

#### Turniersiege

##### ATP Tour
| Nr. | Datum              | Turnier                             | Belag         | Partner           | Finalgegner                           | Ergebnis                |
| --- | ------------------ | ----------------------------------- | ------------- | ----------------- | ------------------------------------- | ----------------------- |
| 1.  | 30. März 1981      | Linz (1)                            | Hartplatz (i) | Hans Simonsson    | Brad Drewett Pavel Složil             | 6:4, 7:6                |
| 2.  | 5. Oktober 1981    | Barcelona (1)                       | Sand          | Hans Simonsson    | Hans Gildemeister Andrés Gómez        | 6:1, 6:4                |
| 3.  | 8. März 1982       | Linz (2)                            | Sand          | Hans Simonsson    | Rod Frawley Paul Kronk                | 6:2, 6:0                |
| 4.  | 12. Juli 1982      | Båstad (1)                          | Sand          | Hans Simonsson    | Joakim Nyström Mats Wilander          | 0:6, 6:3, 7:6           |
| 5.  | 4. Oktober 1982    | Barcelona (2)                       | Sand          | Hans Simonsson    | Carlos Kirmayr Cássio Motta           | 6:3, 6:2                |
| 6.  | 15. November 1982  | Ancona                              | Teppich (i)   | Hans Simonsson    | Tim Gullikson Bernard Mitton          | 4:6, 6:3, 7:6           |
| 7.  | 7. März 1983       | Nancy                               | Hartplatz (i) | Jan Gunnarsson    | Ricardo Acuña Belus Prajoux           | 7:5, 6:3                |
| 8.  | 23. Mai 1983       | French Open (1)                     | Sand          | Hans Simonsson    | Mark Edmondson Sherwood Stewart       | 7:64, 6:4, 6:2          |
| 9.  | 3. Oktober 1983    | Barcelona (3)                       | Sand          | Hans Simonsson    | Jim Gurfein Erick Iskersky            | 7:5, 6:3                |
| 10. | 31. Oktober 1983   | Stockholm (1)                       | Hartplatz (i) | Hans Simonsson    | Peter Fleming Johan Kriek             | 6:3, 6:4                |
| 11. | 9. April 1984      | Luxemburg                           | Teppich (i)   | Tomáš Šmíd        | Mark Edmondson Sherwood Stewart       | 6:3, 7:5                |
| 12. | 7. Mai 1984        | Hamburg                             | Sand          | Stefan Edberg     | Heinz Günthardt Balázs Taróczy        | 6:3, 6:1                |
| 13. | 29. Juli 1984      | Hilversum                           | Sand          | Tomáš Šmíd        | Broderick Dyke Michael Fancutt        | 6:4, 5:7, 7:6           |
| 14. | 14. Oktober 1984   | Sydney (1)                          | Hartplatz (i) | Hans Simonsson    | Mark Edmondson Sherwood Stewart       | 6:4, 6:4                |
| 15. | 24. Februar 1985   | Toronto                             | Teppich (i)   | Peter Fleming     | Glenn Layendecker Glenn Michibata     | 7:6, 6:2                |
| 16. | 17. März 1985      | Brüssel                             | Teppich (i)   | Stefan Edberg     | Kevin Curren Wojciech Fibak           | 6:3, 7:6                |
| 17. | 31. März 1985      | Mailand                             | Teppich (i)   | Heinz Günthardt   | Broderick Dyke Wally Masur            | 6:2, 6:1                |
| 18. | 19. Mai 1985       | Rom                                 | Sand          | Mats Wilander     | Ken Flach Robert Seguso               | 4:6, 6:3, 6:2           |
| 19. | 21. Juli 1985      | Båstad (2)                          | Sand          | Stefan Edberg     | Sergio Casal Emilio Sánchez Vicario   | 6:0, 7:6                |
| 20. | 25. August 1985    | Cincinnati                          | Hartplatz     | Stefan Edberg     | Joakim Nyström Mats Wilander          | 4:6, 6:2, 6:3           |
| 21. | 20. Oktober 1985   | Sydney (2)                          | Hartplatz (i) | John Fitzgerald   | Mark Edmondson Kim Warwick            | 6:3, 6:2                |
| 22. | 17. November 1985  | Wembley                             | Teppich       | Guy Forget        | Boris Becker Slobodan Živojinović     | 7:5, 4:6, 7:5           |
| 23. | 19. Januar 1986    | Masters Grand Prix (1)              | Teppich (i)   | Stefan Edberg     | Joakim Nyström Mats Wilander          | 6:1, 7:6                |
| 24. | 4. Mai 1986        | Madrid                              | Sand          | Joakim Nyström    | Jesús Colás David de Miguel           | 6:2, 6:2                |
| 25. | 21. September 1986 | Los Angeles                         | Hartplatz     | Stefan Edberg     | Peter Fleming John McEnroe            | 3:6, 7:5, 7:6           |
| 26. | 7. Dezember 1986   | Masters Grand Prix (2)              | Teppich (i)   | Stefan Edberg     | Guy Forget Yannick Noah               | 6:3, 7:6, 6:3           |
| 27. | 25. Januar 1987    | Australian Open                     | Rasen         | Stefan Edberg     | Peter Doohan Laurie Warder            | 6:4, 6:4, 7:6           |
| 28. | 15. Februar 1987   | Memphis                             | Hartplatz     | Jonas Svensson    | Sergio Casal Emilio Sánchez Vicario   | 6:2, 6:4                |
| 29. | 22. März 1987      | Rotterdam (1)                       | Teppich (i)   | Stefan Edberg     | Chip Hooper Mike Leach                | 3:6, 6:3, 6:4           |
| 30. | 7. Juni 1987       | French Open (2)                     | Sand          | Robert Seguso     | Guy Forget Yannick Noah               | 6:7, 6:7, 6:3, 6:4, 6:2 |
| 31. | 2. August 1987     | Båstad (3)                          | Sand          | Stefan Edberg     | Emilio Sánchez Vicario Javier Sánchez | 7:6, 6:3                |
| 32. | 13. September 1987 | US Open (1)                         | Hartplatz     | Stefan Edberg     | Ken Flach Robert Seguso               | 7:6, 6:2, 4:6, 5:7, 7:6 |
| 33. | 11. Oktober 1987   | Basel                               | Hartplatz (i) | Tomáš Šmíd        | Stanislav Birner Jaroslav Navrátil    | 6:4, 6:3                |
| 34. | 8. November 1987   | Stockholm (2)                       | Hartplatz (i) | Stefan Edberg     | Jim Grabb Jim Pugh                    | 6:3, 6:4                |
| 35. | 27. März 1988      | Miami (1)                           | Hartplatz     | John Fitzgerald   | Ken Flach Robert Seguso               | 7:6, 6:1, 7:5           |
| 36. | 2. April 1989      | Miami (2)                           | Hartplatz     | Jakob Hlasek      | Jim Grabb Patrick McEnroe             | 6:3 aufgg.              |
| 37. | 9. Juli 1989       | Wimbledon (1)                       | Rasen         | John Fitzgerald   | Rick Leach Jim Pugh                   | 3:6, 7:6, 6:4, 7:6      |
| 38. | 22. Oktober 1989   | Wien (1)                            | Teppich (i)   | Jan Gunnarsson    | Paul Annacone Kelly Evernden          | 6:2, 6:3                |
| 39. | 5. November 1989   | Paris Masters (1)                   | Teppich (i)   | John Fitzgerald   | Jakob Hlasek Éric Winogradsky         | 7:6, 6:4                |
| 40. | 3. März 1991       | Rotterdam (2)                       | Teppich (i)   | Patrick Galbraith | Steve DeVries David Macpherson        | 7:6, 6:2                |
| 41. | 9. Juni 1991       | French Open (3)                     | Sand          | John Fitzgerald   | Rick Leach Jim Pugh                   | 6:0, 7:6                |
| 42. | 7. Juli 1991       | Wimbledon (2)                       | Rasen         | John Fitzgerald   | Javier Frana Leonardo Lavalle         | 6:3, 6:4, 6:7, 6:1      |
| 43. | 7. Juli 1991       | US Open (2)                         | Hartplatz     | John Fitzgerald   | Scott Davis David Pate                | 6:3, 3:6, 6:3, 6:3      |
| 44. | 20. Oktober 1991   | Wien (2)                            | Teppich (i)   | Gary Muller       | Jakob Hlasek Patrick McEnroe          | 6:4, 7:5                |
| 45. | 27. Oktober 1991   | Stockholm Masters (3)               | Teppich (i)   | John Fitzgerald   | Tom Nijssen Cyril Suk                 | 7:5, 6:2                |
| 46. | 3. November 1991   | Paris Masters (2)                   | Teppich (i)   | John Fitzgerald   | Kelly Jones Rick Leach                | 3:6, 6:3, 6:2           |
| 47. | 17. November 1991  | ATP World Doubles Challenge Cup (3) | Hartplatz (i) | John Fitzgerald   | Ken Flach Robert Seguso               | 6:4, 6:4, 2:6, 6:4      |
| 48. | 14. Juni 1992      | Queen’s Club                        | Rasen         | John Fitzgerald   | Goran Ivanišević Diego Nargiso        | 6:4, 7:6                |
| 49. | 18. Oktober 1992   | Bozen                               | Teppich (i)   | Bent-Ove Pedersen | Tom Nijssen Cyril Suk                 | 6:1, 6:7, 6:3           |
| 50. | 25. Oktober 1992   | Wien (3)                            | Teppich (i)   | Ronnie Båthman    | Kent Kinnear Udo Riglewski            | 6:3, 7:5                |
| 51. | 15. November 1992  | Antwerpen                           | Teppich (i)   | John Fitzgerald   | Patrick McEnroe Jared Palmer          | 6:2, 6:2                |
| 52. | 7. Februar 1993    | Dubai                               | Hartplatz     | John Fitzgerald   | Grant Connell Patrick Galbraith       | 6:2, 6:1                |
| 53. | 28. Februar 1993   | Rotterdam (3)                       | Teppich (i)   | Henrik Holm       | David Adams Andrei Olchowski          | 6:4, 7:6                |
| 54. | 11. Juli 1993      | Båstad (4)                          | Sand          | Henrik Holm       | Brian Devening Tomas Nydahl           | 6:1, 3:6, 6:3           |
| 55. | 20. März 1994      | Saragossa                           | Teppich (i)   | Henrik Holm       | Martin Damm Karel Nováček             | 7:5, 6:2                |
| 56. | 10. April 1994     | Tokio                               | Hartplatz     | Henrik Holm       | Sébastien Lareau Patrick McEnroe      | 7:6, 6:1                |
| 57. | 5. März 1995       | Rotterdam (4)                       | Teppich       | Martin Damm       | Tomás Carbonell Francisco Roig        | 6:3, 6:2                |
| 58. | 26. März 1995      | St. Petersburg                      | Teppich (i)   | Martin Damm       | Jakob Hlasek Jewgeni Kafelnikow       | 6:4, 6:2                |

##### Challenger Tour
| Nr. | Datum             | Turnier | Belag     | Doppelpartner     | Finalgegner                 | Ergebnis |
| --- | ----------------- | ------- | --------- | ----------------- | --------------------------- | -------- |
| 1.  | 3. November 1990  | Bergen  | Teppich   | Jeff Brown        | Charles Beckman Luke Jensen | 6:3, 7:6 |
| 2.  | 13. Februar 1994  | Rennes  | Teppich   | Bent-Ove Pedersen | Mark Knowles Leander Paes   | 6:4, 6:3 |
| 3.  | 18. Dezember 1994 | Andorra | Hartplatz | Mikael Tillström  | Greg Rusedski Paul Wekesa   | 7:6, 6:3 |

#### Finalteilnahmen
| Nr. | Datum              | Turnier                         | Belag       | Partner           | Finalgegner                      | Ergebnis                  |
| --- | ------------------ | ------------------------------- | ----------- | ----------------- | -------------------------------- | ------------------------- |
| 1.  | 20. Juli 1981      | Båstad (1)                      | Sand        | Hans Simonsson    | Mark Edmondson John Fitzgerald   | 6:2, 5:7, 0:6             |
| 2.  | 21. September 1981 | Bordeaux (1)                    | Sand        | Jim Gurfein       | Andrés Gómez Belus Prajoux       | 5:7, 3:6                  |
| 3.  | 10. Mai 1982       | Hamburg                         | Sand        | Hans Simonsson    | Pavel Složil Tomáš Šmíd          | 4:6, 3:6                  |
| 4.  | 20. September 1982 | Bordeaux (2)                    | Sand        | Hans Simonsson    | Hans Gildemeister Andrés Gómez   | 4:6, 2:6                  |
| 5.  | 16. Mai 1983       | München                         | Sand        | Tomáš Šmíd        | Chris Lewis Pavel Složil         | 4:6, 2:6                  |
| 6.  | 11. Juli 1983      | Båstad (2)                      | Sand        | Hans Simonsson    | Joakim Nyström Mats Wilander     | 1:6, 6:7, 6:7             |
| 7.  | 9. Januar 1984     | Masters Grand Prix (1)          | Teppich (i) | Hans Simonsson    | Pavel Složil Tomáš Šmíd          | 6:1, 3:6, 6:3, 4:6, 3:6   |
| 8.  | 27. August 1984    | US Open                         | Hartplatz   | Stefan Edberg     | John Fitzgerald Tomáš Šmíd       | 6:7, 3:6, 3:6             |
| 9.  | 18. August 1985    | Montreal                        | Hartplatz   | Stefan Edberg     | Ken Flach Robert Seguso          | 6:7, 3:6, 3:6             |
| 10. | 2. Februar 1986    | Philadelphia                    | Teppich (i) | Stefan Edberg     | Scott Davis David Pate           | 6:7, 6:3, 3:6, 5:7        |
| 11. | 9. Februar 1986    | Memphis                         | Teppich (i) | Stefan Edberg     | Ken Flach Robert Seguso          | 4:6, 6:4, 6:7             |
| 12. | 23. Februar 1986   | Boca Raton                      | Hartplatz   | Stefan Edberg     | Brad Gilbert Vincent Van Patten  | kampflos                  |
| 13. | 8. Juni 1986       | French Open (1)                 | Sand        | Stefan Edberg     | John Fitzgerald Tomáš Šmíd       | 6:3, 4:6, 6:3, 6:7, 12:14 |
| 14. | 19. April 1987     | Tokio (1)                       | Hartplatz   | Andrés Gómez      | Paul Annacone Kevin Curren       | 4:6, 6:7                  |
| 15. | 15. Mai 1988       | Rom                             | Sand        | Tomáš Šmíd        | Jorge Lozano Todd Witsken        | 3:6, 3:6                  |
| 16. | 5. Juni 1988       | French Open (2)                 | Sand        | John Fitzgerald   | Andrés Gómez Emilio Sánchez      | 3:6, 7:6, 4:6, 3:6        |
| 17. | 3. Juli 1988       | Wimbledon                       | Rasen       | John Fitzgerald   | Ken Flach Robert Seguso          | 4:6, 6:2, 4:6, 6:7        |
| 18. | 17. Juli 1988      | Stuttgart (1)                   | Sand        | Michael Mortensen | Sergio Casal Emilio Sánchez      | 6:4, 3:6, 4:6             |
| 19. | 24. September 1989 | Los Angeles                     | Hartplatz   | John Fitzgerald   | Marty Davis Tim Pawsat           | 5:7, 6:7                  |
| 20. | 3. Dezember 1989   | Masters                         | Teppich (i) | John Fitzgerald   | Jim Grabb Patrick McEnroe        | 5:7, 6:7, 7:5, 3:6        |
| 21. | 28. Oktober 1990   | Stockholm                       | Teppich (i) | John Fitzgerald   | Guy Forget Jakob Hlasek          | 4:6, 2:6                  |
| 22. | 11. November 1990  | Moskau                          | Teppich (i) | John Fitzgerald   | Hendrik Jan Davids Paul Haarhuis | 4:6, 6:7                  |
| 23. | 14. April 1991     | Tokio (2)                       | Hartplatz   | John Fitzgerald   | Stefan Edberg Todd Woodbridge    | 4:6, 7:5, 4:6             |
| 24. | 5. Mai 1991        | München                         | Sand        | Danie Visser      | Patrick Galbraith Todd Witsken   | 5:7, 4:6                  |
| 25. | 14. Juli 1991      | Båstad (3)                      | Sand        | Magnus Gustafsson | Ronnie Båthman Rikard Bergh      | 4:6, 4:6                  |
| 26. | 23. Februar 1992   | Stuttgart Masters               | Teppich (i) | John Fitzgerald   | Tom Nijssen Cyril Suk            | 3:6, 7:6, 3:6             |
| 27. | 12. April 1992     | Tokio (3)                       | Hartplatz   | John Fitzgerald   | Kelly Jones Rick Leach           | 6:0, 5:7, 3:6             |
| 28. | 22. November 1992  | ATP World Doubles Challenge Cup | Teppich (i) | John Fitzgerald   | Todd Woodbridge Mark Woodforde   | 2:6, 6:7, 7:5, 6:3, 3:6   |
| 29. | 31. Januar 1993    | Australian Open                 | Hartplatz   | John Fitzgerald   | Danie Visser Laurie Warder       | 4:6, 3:6, 4:6             |
| 30. | 8. Mai 1994        | Hamburg                         | Sand        | Henrik Holm       | Scott Melville Piet Norval       | 3:6, 4:6                  |
| 31. | 16. April 1995     | Tokio (4)                       | Hartplatz   | John Fitzgerald   | Mark Knowles Jonathan Stark      | 3:6, 6:3, 6:7             |
| 32. | 23. April 1995     | Hongkong                        | Hartplatz   | John Fitzgerald   | Tommy Ho Mark Philippoussis      | 1:6, 7:6, 6:7             |
| 33. | 16. Juni 1996      | Rosmalen                        | Rasen       | Daniel Nestor     | Paul Kilderry Pavel Vízner       | 5:7, 3:6                  |

## Abschneiden bei Grand-Slam-Turnieren

### Doppel
| Turnier         | 1981 | 1982 | 1983 | 1984 | 1985 | 1986 | 1987 | 1988 | 1989 | 1990 | 1991 | 1992 | 1993 | 1994 | 1995 | 1996 | Karriere |
| --------------- | ---- | ---- | ---- | ---- | ---- | ---- | ---- | ---- | ---- | ---- | ---- | ---- | ---- | ---- | ---- | ---- | -------- |
| Australian Open | 1    | —    | AF   | —    | —    |      | S    | VF   | VF   | —    | AF   | AF   | F    | AF   | —    | —    | S        |
| French Open     | —    | 1    | S    | AF   | HF   | F    | S    | F    | HF   | 1    | S    | 2    | AF   | 2    | AF   | —    | S        |
| Wimbledon       | —    | 2    | HF   | AF   | AF   | 1    | HF   | F    | S    | 1    | S    | 2    | 2    | 1    | 1    | 1    | S        |
| US Open         | —    | —    | 2    | F    | 2    | 2    | S    | AF   | HF   | VF   | S    | AF   | —    | 1    | AF   | —    | S        |

Zeichenerklärung: S = Turniersieg; F, HF, VF, AF = Einzug ins Finale / Halbfinale / Viertelfinale / Achtelfinale; 1, 2, 3 = Ausscheiden in der 1. / 2. / 3. Hauptrunde; Q1, Q2, Q3 = Ausscheiden in der 1. / 2. / 3. Qualifikationsrunde; nicht ausgetragen

## Auszeichnungen
- 1984: Weltmannschaft des Jahres mit der schwedischen Davis-Cup-Mannschaft bei der Wahl der Gazzetta dello Sport (gemeinsam mit Stefan Edberg, Henrik Sundström und Mats Wilander)